# Ludwig Petry
Ludwig Petry (3. června 1908, Darmstadt – 25. listopadu 1991, Mohuč) byl německý historik. Působil na univerzitách ve Vratislavi a v Míšni. Věnoval se zejména výzkumu politických a hospodářských dějin Slezska v období pozdního středověku a raného novověku.
Od listopadu 1933 byl členem SA, kde dosáhl hodnosti Scharführer, v roce 1937 následně vstoupil i do NSDAP. V roce 1940 byl během výkonu vojenské služby zajat ve Francii; propuštěn byl v září 1946.